# Похороны (картина)
«По́хороны» (фр. L’Enterrement) — картина Эдуарда Мане, написанная маслом на холсте в 1867—1870 годах, ныне хранящаяся в Метрополитен-музее в Нью-Йорке. Это незаконченное полотно по своему стилю очень похоже на его же «Эффект снега в Пети-Монруж» (фр. Effet de neige à Petit-Montrouge) и «Всемирную выставку 1867 года» (фр. L’exposition universelle de 1867). Картина также известна под названием «Похороны на льду» (фр. Enterrement à la Glacière), которой ей дали в посмертной описи произведений Мане, сделанной Дени Руаром и Даниэлем Вильденштейном.
В августе 1894 года «Похороны» были проданы Сюзанной Мане арт-дилеру Портье за 300 франков. В 1902 году картина была зарегистрирована как принадлежащая Камилле Писсарро, хорошо знавшей Мане и часто посещавшей кафе Гербуа. Затем полотно приобрёл Амбруаз Воллар, который продал её нынешнему владельцу за 2319 долларов.

## Описание и датировка
На картине изображён катафалк с похоронной процессией в нижней части квартала Муфтар, направляющийся к кладбищу Монпарнас. На заднем плане можно разглядеть черты Парижской обсерватории, церкви Валь-де-Грас, Пантеона, колокольни церкви Сент-Этьен-дю-Мон и башня Хлодвига (часть нынешнего лицея Генриха IV). Чарльз Стерлинг-Сэлинджер отмечал тот факт, что Мане приблизил друг к другу купола Парижской обсерватории и церковь Валь-де-Грас, чтобы улучшить композицию. По мнению Адольфа Табарана, действие на картине происходит на улице Эстрапад. Он же сначала датировал это полотно 1870 годом, но позднее указал на более раннюю дату, которую посчитал более вероятной. Из-за присутствия в «Похоронах» конного гренадера Императорской гвардии в конце процессии Анри Луаретт сделал вывод, что действие картины происходит до упразднения Второй империи.
Картина, скорее всего, была написана под впечатлением от похорон друга художника Шарля Бодлера, прошедших 2 сентября 1867 года. В их проведении принимал участие и Мане. Погода в тот день была ненастной, небо тяжёлое, а кортеж небольшой, поскольку, по словам Шарля Асселино, многих тогда не было в Париже, и они не могли или не успевали вернуться в город к похоронам.